# 尼古拉·格尔比奇
尼古拉·格尔比奇（羅馬化：Nikola Grbić，1973年9月6日—），塞尔维亚男子排球运动员、教練員。他曾代表南联盟、塞尔维亚和黑山、塞尔维亚参加1996年、2000年、2004年和2008年夏季奥林匹克运动会排球比赛，获得一枚金牌和一枚铜牌。

## 家庭
哥哥弗拉迪米尔·格尔比奇。

## 外部連結
- 教練簡介在歐洲排球聯合會
- 教練簡介 （页面存档备份，存于）在LegaVolley.it （義大利語）
- 教練/球員簡介 （页面存档备份，存于）在Volleybox.net
- 球員簡介 （页面存档备份，存于） 在LegaVolley.it （義大利語）
- 球員簡介 （页面存档备份，存于）在Volleyhall.org
- 球員簡介在歐洲排球聯合會
- 球員簡介在Olimpijski Komitet Srbije （塞爾維亞語）
- 球員簡介在Olympedia的个人资料和比赛数据